# Carneades grandis
Carneades grandis är en skalbaggsart som först beskrevs av Thomson 1860.  Carneades grandis ingår i släktet Carneades och familjen långhorningar.
Artens utbredningsområde är:
- Belize.
- Honduras.

Inga underarter finns listade.